# Vádi al-Hitan
Vádi al-Hitan (arabul وادي الحيتان, Bálna-völgy) egy fosszília-lelőhely Egyiptom Fajjúmi kormányzóságában, kb. 150 km-re délnyugatra Kairótól. Jó állapotban megmaradt kövületei között több száz ősi cetféle csontvázai is megtalálhatóak. 2005-ben felkerült az UNESCO Világörökség-listájára.
A Bálna-völgy leletei bepillantást nyújtanak a cetfélék evolúciójának kulcsfontosságú pillanataiba, amikor szárazföldi állatokból víziemlősökké váltak. A fosszíliák számát, egymáshoz közelségét és minőségét tekintve a helyszín világméretekben is páratlan. Bár ismertek régebbi leletek, a Vádi al-Hitan-i cetcsontvázak némelyike olyan jó állapotban őrződött meg, hogy még gyomortartalma is azonosítható. Mivel rajtuk kívül a korabeli cápák, krokodilok, ráják, fűrészes ráják, teknősök maradványai is előkerültek, lehetővé vált az őscetek ökológiai körülményeinek rekonstruálása is.
A sivatag közepén az első fosszilis bálnacsontvázakat 1902-03 telén találták meg. Mivel nehéz terepen, a lakott területektől messze helyezkedtek el, csak kevés nyilvánosságot kaptak. Csak az 1980-as években, a terepjárók általánossá válásával ugrott meg a látogatók száma. Ezzel párhuzamosan az illegális gyűjtők számos csontot elloptak, így a területet védetté nyilvánították. Az ősi ceteken (amelyek közül van, amelyik eléri a 21 métert) megfigyelhető a mai bálnák áramvonalas testalkata, de koponyájuk és fogazatuk még megtartotta primitív jellegeit, és hátsó lábaik is jól kivehetők.

## Fosszíliák

Jó állapotban megmaradt Dorudon-csontváz

A völgyben nagyszámú, sok esetben kiváló megtartású kövület található. Leginkább a bálnák és a tengeri tehenek csontvázai feltűnőek; ezekből több százat leírtak már. A cetmaradványok lehetnek teljes csontvázak vagy akár csak egyetlen csont. Néhányat  közülük feltárva a felszínen hagytak, így a látogatók megtekinthetik őket. A leggyakoribbak a jókora Basilosaurus és a kisebb (3-5 méteres) Dorudon csontjai. Megfigyelhetők rajtuk a mai bálnáknál már hiányzó hátsó végtagok és a húsevő életmódra utaló erőteljes fogazat.
A tengeri tehenek vagy szirének három fajjal képviseltetik magukat. A bálnákhoz hasonlóan ők is kizárólag tengeri élőlények voltak, de rajtuk is láthatóak olyan primitív jegyek, amelyek a mai fajokról már hiányoznak. Fogazatuk alapján tengerifűvel és egyéb víznövényekkel táplálkoztak. Megtalálták egy korai elefánt, a Moeritherium csontjait is.
A hüllők közül krokodilok, tengeri teknősök, tengeri kígyók csontjait tárták fel.
A csontos halak, cápák és ráják igen sok maradványt hagytak maguk után, de a legtöbb esetben ezek nem látványosak, csak néhány apró fogra korlátozódnak. A nagyobb halfosszíliák közé tartoznak a fűrészes ráják akár 1,8 méter hosszúságot elérő rosztrumai ("fűrészei").
A cetcsontvázak kőzeteiben kevés a csiga- és kagylómaradvány, de más rétegekben nagy számban megtalálhatóak. A pénzérmeszerű nummuliteszek helyenként tömegesek és beborítják a sivatag talaját. A völgyben látható egy megkövesedett, hajóférgekkel teli fatörzs is. 

## Geológia

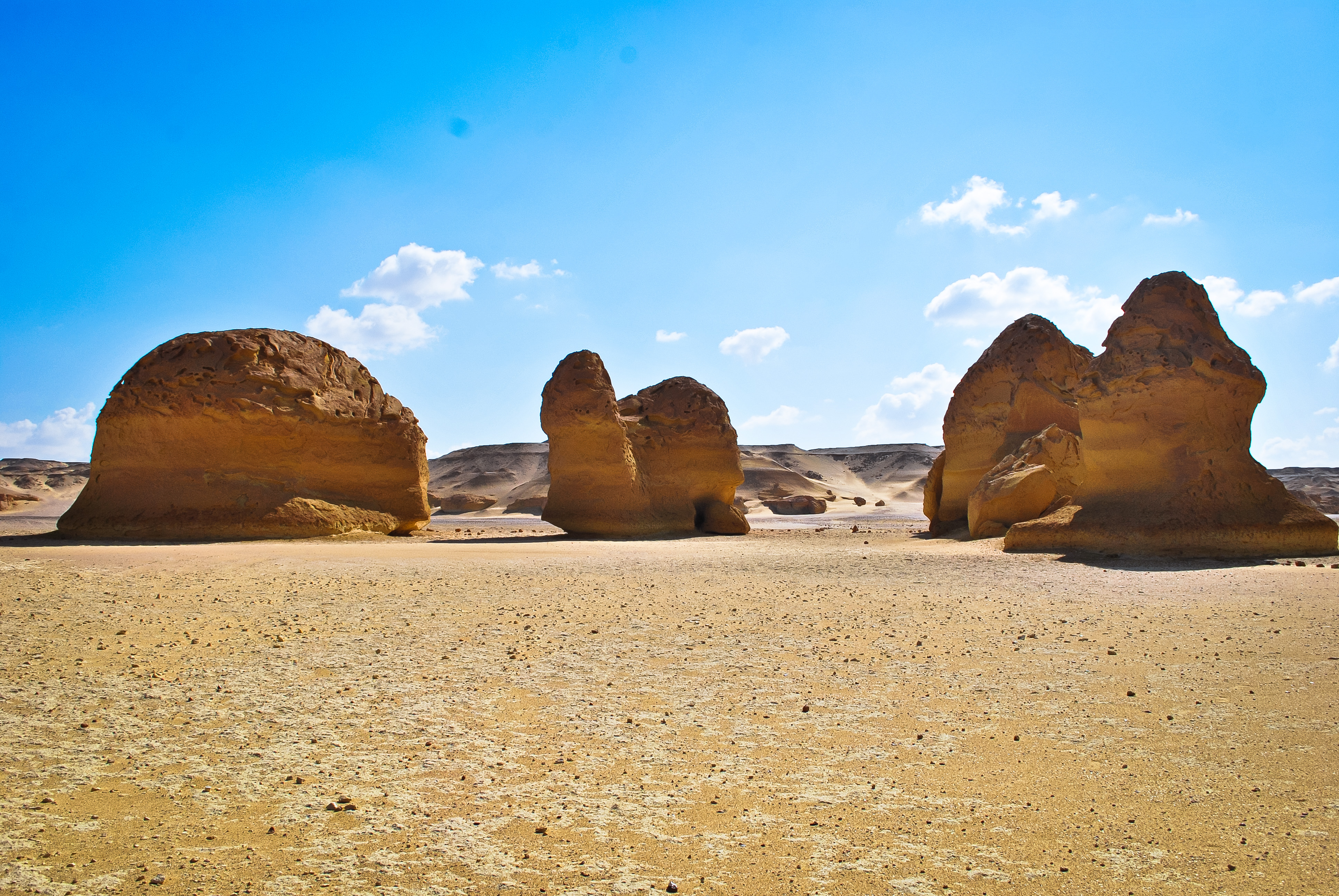
A Bálna-völgy sziklaalakzatai

A szél és víz általi erózió látványos sziklaalakzatokat hozott létre a völgyben. A sziklák a középső és kései eocénből származnak és alapvetően három formációra oszthatók. A Gehannam-formáció a védett terület keleti felének síkabb részére jellemző és nagyon finom szemcseméretű, megkövesedett iszapból áll. A cetcsontvázakat elsősorban Birket Qarun-formáció sárgás homokköve tartalmazza. A homogén homokkövet helyenként a valamikori aljzatban élő állatok jól megmaradt fehér járatai tarkítják (korábban ezeket mangrovegyökereknek gondolták). A Birket Qarun szikláit kelet felé a Gehannam váltja fel; jelezve hogy valamikor ugyanígy változott a vízmélység is a sekélytől a mély meder irányába. A magasabb szirtek tetején a Qasr el Sagha-formáció található; ennek sötét iszapkőrétegei kagylókkal tele rétegekkel váltakoznak és egy valamikori lagúna üledékéből származnak.

## Élővilág

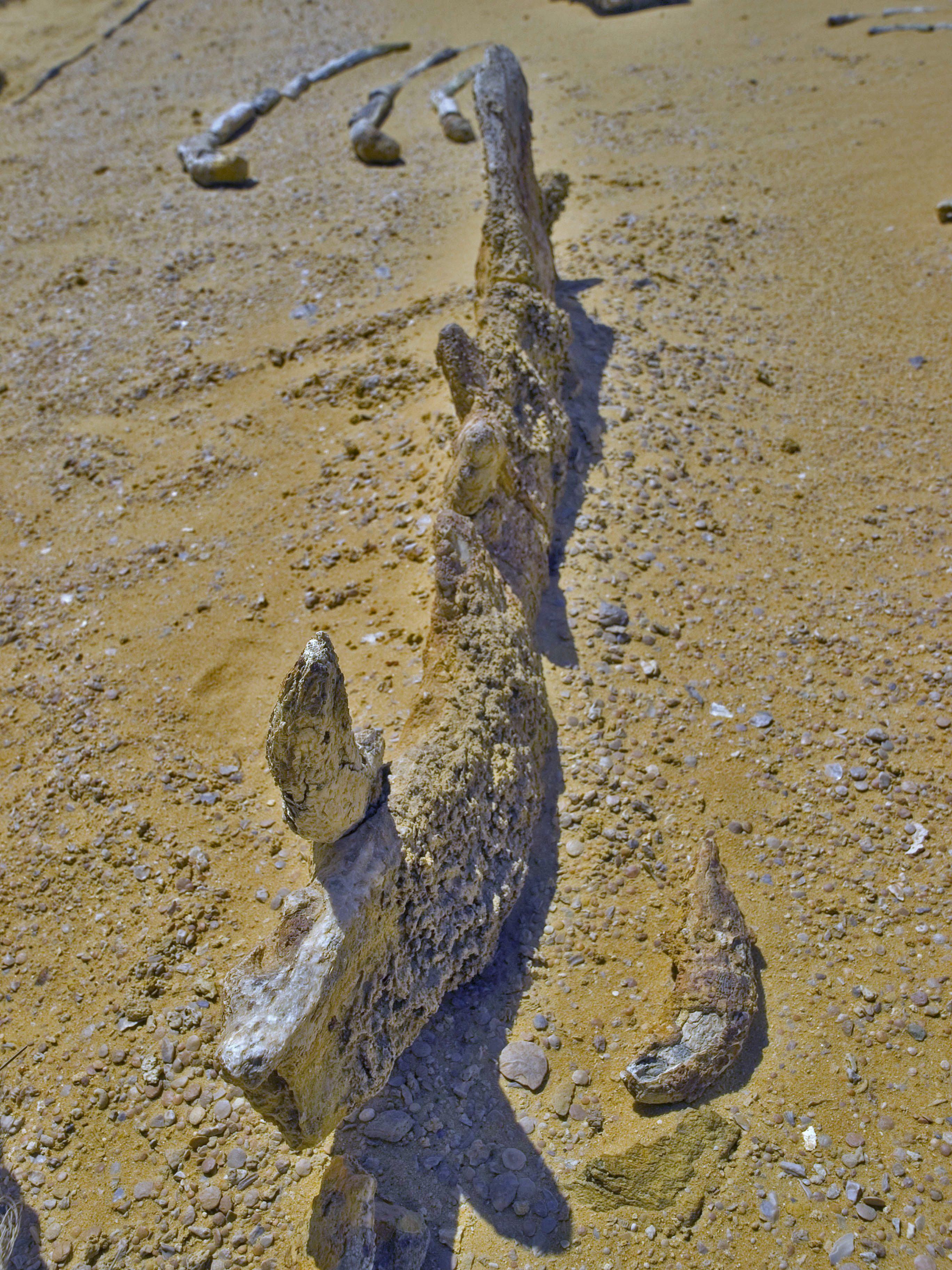
Basilosaurus alsó állkapcsa

A Vádi al-Hitánban 15 sivatagi növényfaj és kb. 15 emlősfaj él; utóbbiak közé tartozik az észak-afrikai sakál, a vörös róka, az egyiptomi mongúz, az afrikai vadmacska vagy a dorkászgazella. A látogatók leggyakrabban a sivatagi rókákkal találkozhatnak, amelyek éjszakánként meglátogatják a táborhelyet. A közeli Vádi al-Rajan tavainál 19 hüllőfajt és 36 ott költő madarat figyeltek meg.

## Turizmus
Évente alig ezer turista veszi a fáradságot, hogy az úttalan sivatagon keresztül négykerékmeghajtásos terepjárókon ellátogasson a völgybe. Többségük külföldi és a helyi táborban gyakran itt töltik az éjszakát is. A Bálna-völgy a Vádi al-Rajan védett terület része, így csak vezetett túrákkal, meghatározott útvonalon látogatható. A jelentősebb felszíni kövületek között gyalogösvényeket létesítettek.
Az egyiptomi hatóságok szerint 2007 júliusában belga diplomaták két autóval behajtottak a védett területre és 325 ezer dollárnyi kárt okoztak. Belgium tagadta, hogy a kárt az ő polgárai okozták volna.

## Fordítás
- Ez a szócikk részben vagy egészben  a   Wadi El Hitan című angol Wikipédia-szócikk ezen változatának fordításán alapul.  Az eredeti cikk szerkesztőit annak laptörténete sorolja fel. Ez a jelzés csupán a megfogalmazás eredetét és a szerzői jogokat jelzi, nem szolgál a cikkben szereplő információk forrásmegjelöléseként.

- A Wikimédia Commons tartalmaz Vádi al-Hitan témájú kategóriát.